# Test McNemara
Test McNemara (ang. McNemar’s test) – nieparametryczny test statystyczny służący do porównywania dwóch prób zależnych, w którym zmienne są nominalne lub dychotomiczne. Test jest wykorzystywany np. do poszukiwania różnic pomiędzy grupami w warunkach eksperymentu (przed i po aplikacji bodźca).
Przykład zastosowania: badacz chce sprawdzić, czy nowy lek ma pozytywny wpływ na leczenie pewnej choroby. Zbiera grupę 314 osób, uczestników badania. Badane osoby są dzielone na dwie grupy ze względu na występowanie objawów choroby (podział dychotomiczny: występują objawy i nie występują objawy). Wszyscy badani przyjmują nowy lek. Po okresie terapii ich stan zdrowia jest badany pod kątem występowania objawów choroby.
|                                     | Po kuracji: występują objawy | Po kuracji: nie występują objawy | Łącznie przed kuracją |
| Przed kuracją: występują objawy     | 101                          | 121                              | 222                   |
| Przed kuracją: nie występują objawy | 59                           | 33                               | 92                    |
| Łącznie po kuracji                  | 160                          | 154                              | 314                   |

Interpretacja tabeli: Przed kuracją 222 osoby miały objawy choroby, zaś po leczeniu objawy miało 160 osób. Przed kuracją 92 osoby nie miały objawów, zaś po kuracji objawów nie miały 154 osoby.
Na podstawie powyższych danych z tabeli kontyngencji obliczamy test McNemara:
{\displaystyle \chi ^{2}={\frac {(121-59)^{2}}{121+59}}}
wynik równania wynosi 21,35. Liczba stopni swobody w tym przykładzie wynosi 1 (liczbę stopni swobody liczymy następująco: liczba wierszy minus 1 mnożone przez liczba kolumn minus 1, to się równa {\displaystyle (2-1)\cdot (2-1)=1.} Wierszy i kolumn z sumami nie liczymy!). Z tabel statystycznych rozkładu chi-kwadrat liczymy istotność statystyczną. Wynosi ona {\displaystyle p<0{,}001.} Oznacza to, że taki rozkład wyników jaki uzyskano w tabeli kontyngencji jest skrajnie mało prawdopodobny przy założeniu, że hipoteza zerowa jest prawdziwa (nowy lek nie ma wpływu na leczenie objawów danej choroby) i że istotność statystyczna jest na poziomie {\displaystyle p<0{,}001.} W związku z tym test dostarcza bardzo silnych dowodów przemawiających za odrzuceniem hipotezy zerowej, mówiącej o tym, że lek nie leczy choroby.
Twórcą testu jest Quinn McNemar, który przedstawił go po raz pierwszy w 1947 r. w artykule pt. Note on the sampling error of the difference between correlated proportions or percentages w czasopiśmie „Psychometrika”.